# Spathiphyllum quindiuense
Spathiphyllum quindiuense är en kallaväxtart som beskrevs av Adolf Engler. Spathiphyllum quindiuense ingår i släktet Spathiphyllum och familjen kallaväxter. Inga underarter finns listade.